# Tom Clancy's Splinter Cell
Tom Clancy's Splinter Cell är ett stealth action-spel och det första spelet i Splinter Cell-serien. Spelet är utvecklat och utgivet av Ubisoft. 
Spelaren får ta upp rollen som Sam Fisher, en av NSA:s topptränade och supersmidiga black ops-agenter, som även fått bära namnet Splinter Cells. Avdelningen inom NSA heter Third Echelon och leds av Irving Lambert. Splinter Cells är tränade att vara osynliga och kunna utföra sina uppdrag utan att fienden får reda på att de varit där. När Sam är ute på uppdrag står han i konstant radiokontakt med Lambert och ett team som kan analysera och bidra med information i realtid. Spelaren kan själv bestämma hur han vill klara av uppdragen. Men då fienden bär tunga vapen och är många fler än spelaren, är det lättast om man håller sig i skuggorna och bara konfronterar fienden om man måste.

## Handling
Sam Fisher rekryteras till Third Echelon, en ny avdelning under National Security Agency. Hans nya befäl Irving Lambert låter honom genomgå en övning för att prova hans nya utrustning. Under sitt första uppdrag som en Splinter Cell, skickas Sam till Georgiens huvudstad Tbilisi för att undersöka försvinnandet av två CIA-agenter. Han hittar agenterna på ett bårhus på en polisstation. Under en infiltrering av Georgiens försvarsdepartement upptäcker han att presidenten, Kombayn Nikoladze, systematiskt rensar ut och mördar muslimer från det närliggande Azerbajdzjan, för att kunna lägga beslag på landets olja. Då NATO ingriper går Nikoladze under jorden och hämnas på USA genom att med hjälp en mullvad i CIA, och avancerade algoritmer, skapade av den kanadensiske hackaren Phillip Masse, sabotera den elektroniska infrastrukturen i USA. Då Sam försöker hitta Nikoladze, upptäcker han att han via en avhoppad kinesisk general fått tag i en kärnvapenladdning, som han tänker använda mot USA. Samtidigt har Vjacheslav Grinko, en rysk legosoldatledare, tillfångatagit ett antal amerikanska militärer och kinesiska diplomater i Burma, och hotar att avrätta dem i direktsänd TV.
Nu måste Sam Fisher hitta Nikoladze, både för att få tag i Masse och stoppa de datoriserade attackerna och för att förhindra att kärnvapenladdningen sprängs.

## Övrigt
Splinter Cell finns också som bok, den senaste heter Splinter Cell: Barracuda. Författaren till dessa böcker är Raymond Benson som skriver under pseudonymen David Michaels.

## Remake
I december 2021 utannonserade Ubisoft att en remake på spelet är under utveckling.